# Ɲ
Ɲ, ɲ (N с крюком слева) — буква расширенной латиницы. Строчная форма обозначает палатальный носовой согласный в МФА. Также используется в орфографиях нескольких африканских языков (например, бамана и фула в Мали).

## Использование
Строчная форма ɲ используется в МФА для обозначения палатального носового согласного.
Используется в языках бамана, бауле, бому, бозо, гбайя, кисси, кпелле, лома, мамара, сьенара, фула (в Гвинее, Мали и Буркина Фасо), сонгайском, зарма, сонинке, сусу и турка.